# ۱۷۲۹ گوشنیت
سیارک ۱۷۲۹ (به انگلیسی: 1729 Beryl، نامگذاری:1963SL) هزار و هفتصد و بیست و نهمین سیارک کشف شده‌است که در ۱۹ سپتامبر ۱۹۶۳ کشف شد.
قدر مطلق سیارک برابر ۱۲٫۵۰ است.